# 楊桂森
楊桂森，原名楊汝達，字蓉初，雲南石屏州人，清朝政治人物。他是臺灣中部民間傳說「楊本縣敗地理」的主角。

## 生平
嘉慶四年（1799年）進士，選翰林院庶吉士，散館改知縣。後來擔任福建南平縣知縣，嘉慶十五年（1810年）正月任職彰化縣知縣。嘉慶十七年（1812年）二月，兼署任臺灣府北路理番鹿仔港海防捕盜同知。嘉慶十八年（1813年）二月以終養離任。致仕後，主講昆明育才、五華兩書院。

### 政績
嘉慶十六年（1811年），楊桂森重修彰化儒學宮，並親撰彰化白沙書院學規。捐資十四萬將彰化城改建成磚城，鹿港首富日茂行獨資捐建東段樂耕門，至嘉慶二十年（1815年）才竣工。嘉慶十七年（1812年），在王功庄外建王功福海宮媽祖廟。捐俸建造鹿港街里的利濟橋，使居民不再受水患之苦，因此受到民眾感念而稱之為「楊公橋」，鹿港八景之楊橋踏月即指楊公橋。去後，民思其德，入祀名宦祠。任內還倡議撰修《彰化縣志》，不久因告老回鄉而未及實現。

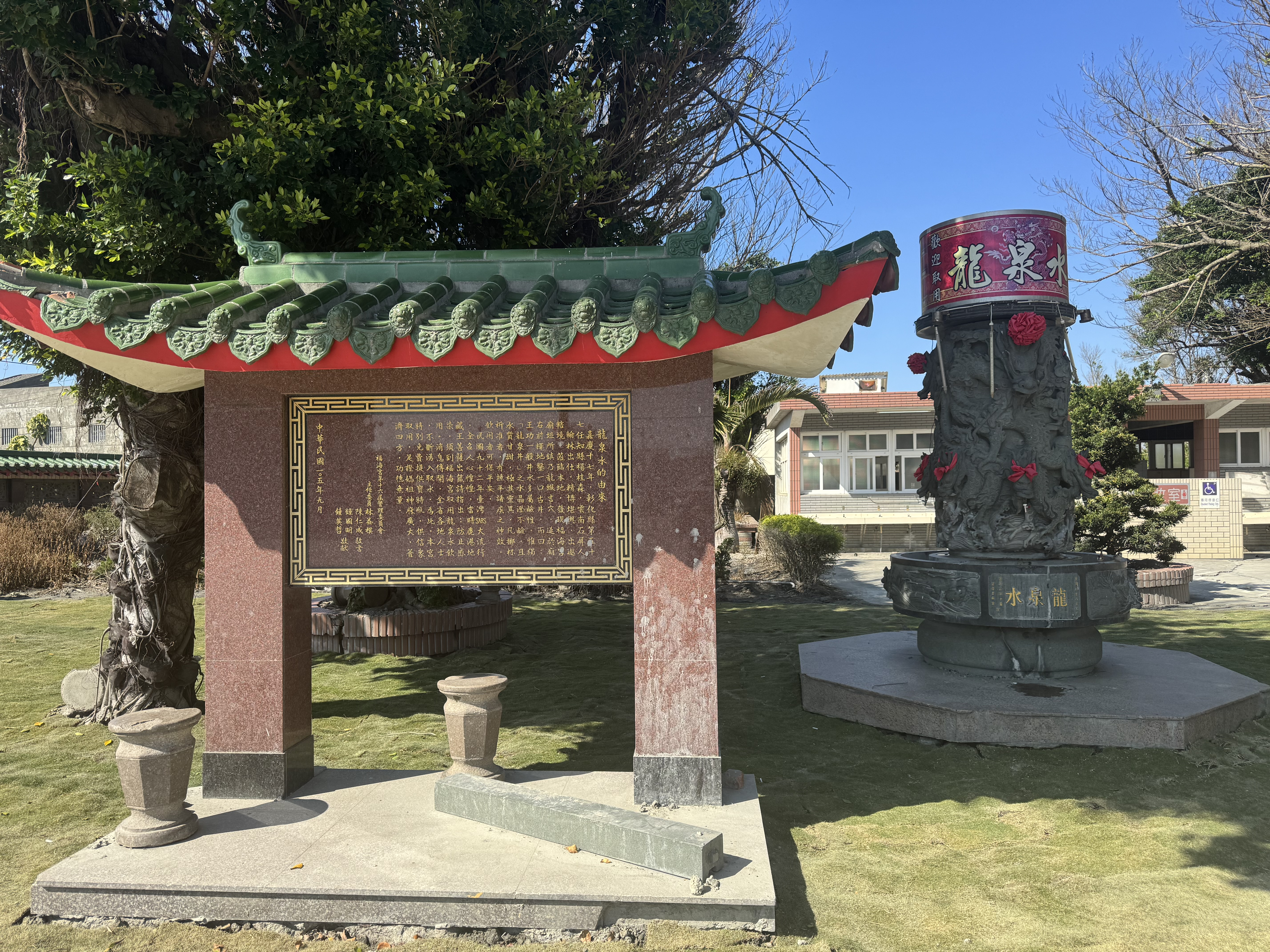
王功福海宮龍泉井

### 著作
- 《井田考》、《南平縣志》嘉慶15年 （1810年）修

## 楊本縣敗地理
傳說道光六年（1826年）今彰化縣員林、埔心一帶發生「李通事件」後，楊桂森奉旨巡臺調查此一閩粵械鬥事件，而臨行前皇帝囑咐他順便「排」臺灣的風水地理，結果楊桂森因覲見皇帝時過於緊張，將「排」聽成「敗」，因此巡臺時破壞了不少臺灣的好風水。但事實上嘉慶年間致仕後，楊桂森就未再出仕，此一傳說顯與史料不符。
此傳說與嘉慶君遊台灣傳說中泉州地理師楊桂參故事高度重疊，兩傳說糾纏不清。

## 外部連結
- 楊桂森[永久] 清代官職表
- 陶应昌 漫谈云南与台湾[永久]

| 官衔          | 官衔                                        | 官衔          |
| ------------- | ------------------------------------------- | ------------- |
| 前任： 陳國麟 | 臺灣府彰化縣知縣 嘉慶十五年（1810年）正月任 | 繼任： 李雲龍 |